# José Tomás Torres Talavera
José Tomás Torres Talavera (* September 1887 in Córdoba (Veracruz), Veracruz (Bundesstaat); † 25. Dezember 1962 in San Salvador) war ein mexikanischer Botschafter.
Als Botschafter in Haiti gewährte er 1954 dem Vorsitzenden der Liga de Defensa de las Libertades Públicas, Marcel Herald Botschaftsasyl.
| Vorgänger                 | Amt                                                                             | Nachfolger                |
| ------------------------- | ------------------------------------------------------------------------------- | ------------------------- |
| Jorge de la Vega          | mexikanischer Botschafter in Port au'Price 14. September 1947 bis 20. Juni 1955 | Emilio Ochotorena Garduño |
| César Enrique Garizurieta | mexikanischer Botschafter in Tegucigalpa 9. September 1955 bis 1. Juli 1958     | César Enrique Garizurieta |
| Alfonso García González   | mexikanischer Botschafter in Bogotá 1. Juli 1958 bis 3. September 1958          | Juan Rebolledo Clément    |
| Emilio Calderón Puig      | mexikanischer Botschafter in San Salvador 23. August 1961 bis 25. Dezember 1962 | Ángel Cano del Castillo   |